# Dunajcsik Mátyás
Dunajcsik Mátyás (Budapest, 1983. december 9. –) magyar költő, író, műfordító, kritikus, kulturális menedzser.

## Élete és munkássága
Édesapja mérnök, édesanyja gyógypedagógus volt. Testvére Dunajcsik (Maxigas) Péter szociológus, egyetemi oktató. Tanulmányait az Eötvös Loránd Tudományegyetem portugál és összehasonlító irodalomtörténet szakán kezdte, diplomát végül esztétika–francia szakon szerzett.
A 2000-es évek elején kezdett rendszeresen irodalmi folyóiratokban publikálni, azóta versei, prózai munkái, műfordításai és kritikái többek között a Holmi, az Élet és Irodalom, a Jelenkor, a Kalligram, a Nagyvilág, az Árgus, a Puskin utca, a Parnasszus, a Kortárs, a Magyar Narancs folyóiratokban, illetve a Litera.hu és a Prae.hu internetes portálokon jelentek meg. Tagja a fiatal lírikusokat tömörítő Telep Csoportnak, valamint alapító tagja a Horizont Kutató Intézetnek.
Esszéinek gyakori témája Marcel Proust és Thomas Mann művészete, valamint Velence esztétikai-szellemtörténeti szerepe a világirodalomban, kritikusként különös figyelmet szentel az 1980-as években született fiatal írógeneráció tagjainak, illetve a magyar irodalom nagyobb tekintélyű, kanonikus alakjainak. Az utóbbiak műveit a rendszerváltás után eszmélő olvasógeneráció szempontjából igyekszik újraértékelni. Fordítóként főleg klasszikus francia irodalmat és kortárs francia-belga szerzők műveit ülteti át magyarra.
2008-ban a VIII. Európai Elsőkönyvesek Fesztiválján képviselte Magyarországot Repülési kézikönyv című kötetével a XV. Budapesti Nemzetközi Könyvfesztiválon. Másokkal együtt a Libri Kiadó alapítója, első szépirodalmi főszerkesztője.
2014-ben kivándorolt Reykjavíkba, később Drezdában irodalmi és művészeti fesztiválokon dolgozott. 2023-ban Berlinben élt és a Berlini Művészeti Akadémia programirodájának munkatársa volt.
Melegségéről elsőként a Kalligram folyóirat 2007. februári számában nyilatkozott; később első kötete illusztrátorával való élettársi kapcsolatát nyíltan vállalta a Mások 2007 júliusi számában

## Művei

### Szépirodalom
- Repülési kézikönyv versek és prózai írások, Korai Zsolt illusztrációival, JAK-L'Harmattan, Budapest, 2007 ISBN 9789638730718
- Der Boden unter Berlin (négynyelvű kiadás, Plinio Ávila Márquez grafikussal közösen), Akademie der Künste, Berlin – Galeria EDS, Mexikó, 2010 ISBN 9783883311609
- Balbec Beach – Tizenhárom távoli történet, Libri Kiadó, Budapest, 2012
- A szemüveges szirén, Kolibri, Budapest, 2016
- Víziváros, Jelenkor, Budapest, 2021
- Budapest Nagyregény. Budapest Brand Nonprofit Zrt., Bp., 2023 (társszerző)

### Fordítások
- Laurent Jouannaud: Veszedelmes szerelem (Palatinus, 2004, ISBN 9639487899)
- Fatou Diome: Az óceán gyomra (Palatinus, 2005, ISBN 9639578541)
- Alain Robbe-Grillet: Érzelmes regény (Magvető, 2009, ISBN 9789631427127)
- Joann Sfar: A kis herceg (Vad Virágok Könyvműhely, 2009)
- Titeuf / Zep (képregény) (Athenaeum, 2009)
- Vladimir Nabokov: Laura modellje (Európa, 2011, ISBN 9789630791571)
- Brian Selznick: A leleményes Hugo Cabret. Regény képekben és szövegben (Libri, 2012)
- Oscar Wilde: Dorian Gray képmása. Cenzúrázatlan változat (Helikon, 2014)
- Antoine de Saint-Exupéry: A kis herceg (Pájer Donát, 2015)
- Jónína Leósdóttir: Halálkomoly. Amikor a barátság élet-halál kérdése (Tilos az Á Könyvek, 2016)
- F. Scott Fitzgerald: Meghalnék érted – És más elveszett történetek (Jelenkor, 2018,  ISBN 9789636766818)
- Albert Camus: A bukás (Jelenkor, Bp., 2020)

### Részvétel antológiákban
- Telep-antológia (2009, Scolar, ISBN 9789632441009)
- Az olvasó lázadása? – kritika, vita, internet (2008, JAK-Kalligram, Szerk. Bárány Tibor-Rónai András, ISBN 9788081011283)
- Filozófia és irodalom – XIV. JAK Tanulmányi Napok (2008, JAK-L'Harmattan, ISBN 9789632360737)
- Szép versek 2008 (2008, Magvető, ISBN 9789631426427)
- Egészrész – fiatal költők antológiája (2007, JAK-L'Harmattan, ISBN 9789638730725)
- Az év műfordításai (2007, Magyar Napló Kiadó, ISBN 9790017882928)

## Díjai
- 2008 – Bródy Sándor-díj[4]
- 2009 – Márciusi Ifjak Díj[5]
- 2010 – Műút-nívódíj (kritika-esszé kategória)[6]
- 2010 – Móricz Zsigmond-ösztöndíj
- 2017 – Babits Mihály műfordítói ösztöndíj
- 2017 – Merítés-díj

## Írószervezeti tagságok
- József Attila Kör (2004–)
- Magyar PEN Club (2006–)
- Műfordítók Egyesülete (2009–)